# Martinskirche (Sindelfingen)

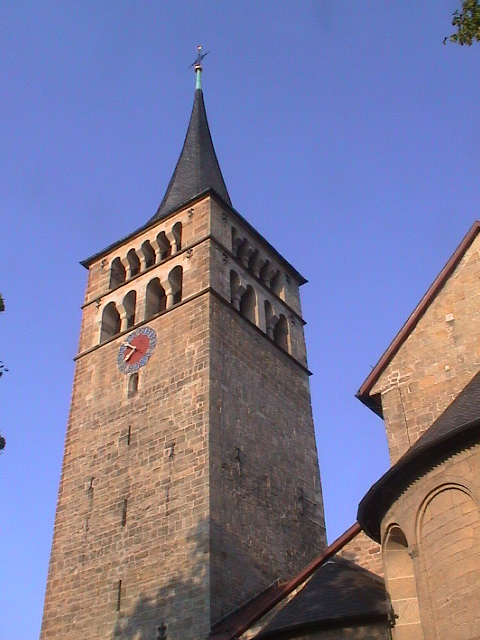
Martinskirche

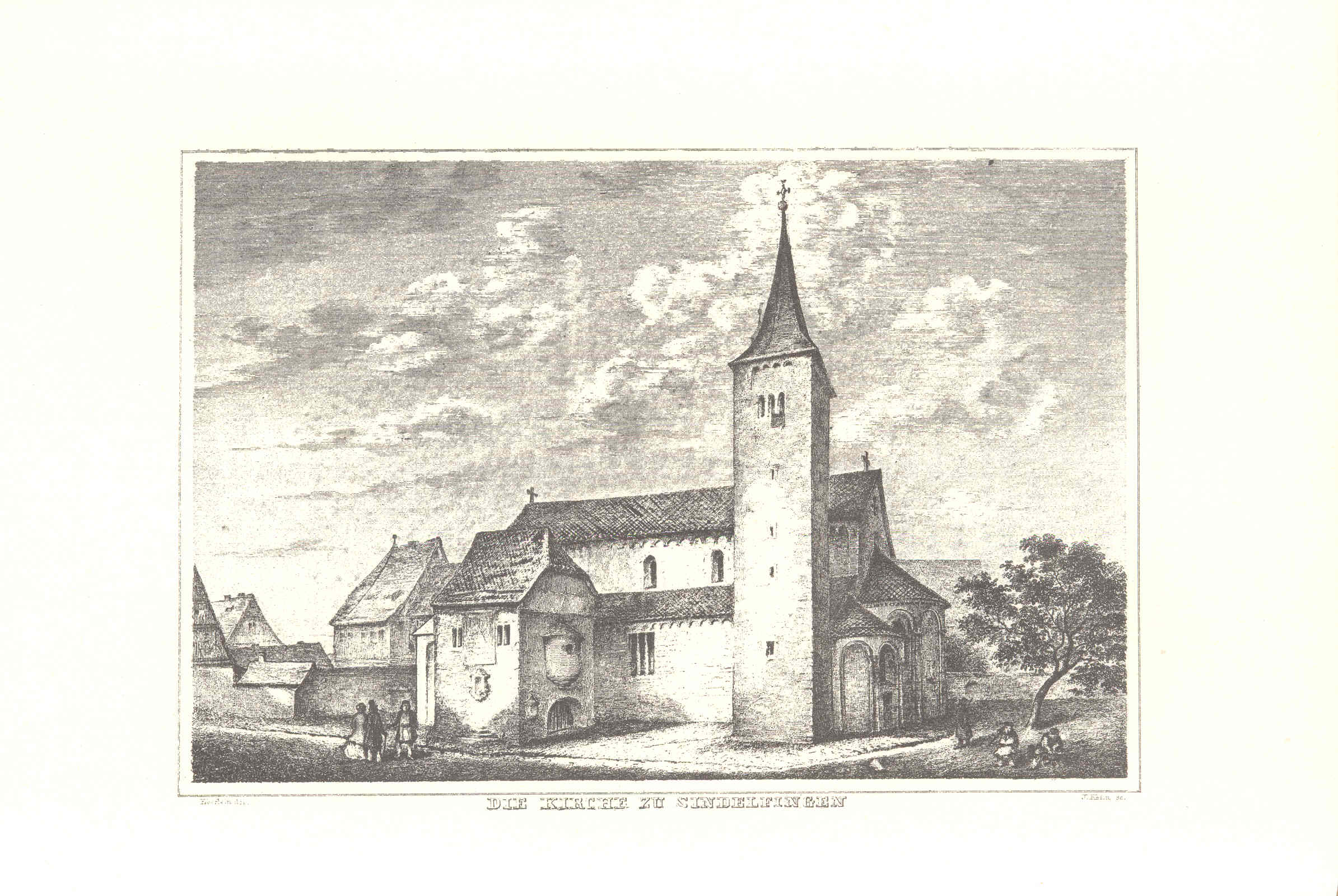
Ansicht 1850

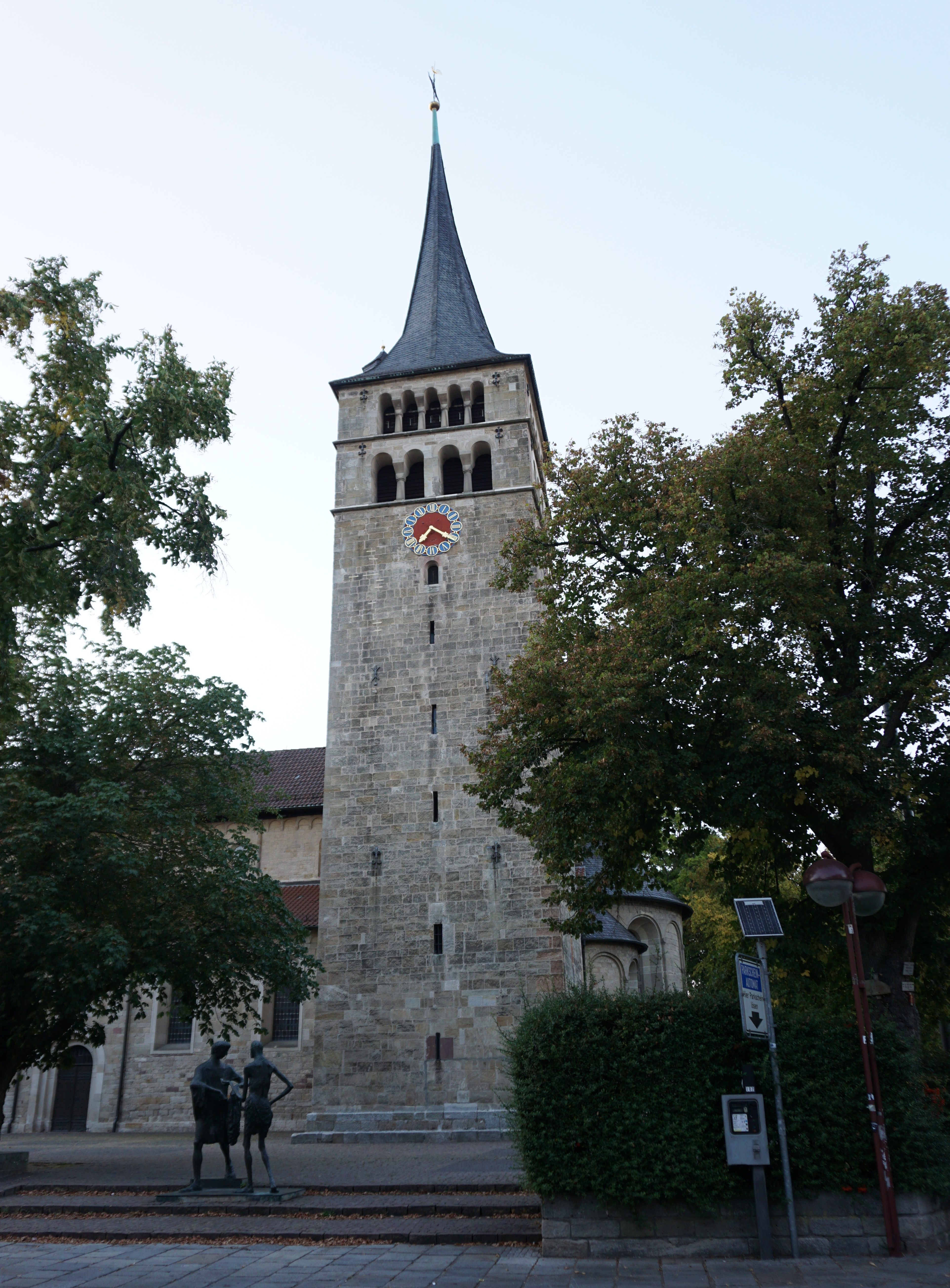
Martinskirche Sindelfingen, Turm und Sankt-Martin-Statue

Die Martinskirche ist die evangelische Hauptkirche der Stadt Sindelfingen und eine der ältesten Kirchen in Baden-Württemberg. Die Kirchweihe war 1083. Sie gehörte zum 1477 aufgelösten Stift Sindelfingen.

## Geschichte der Kirche
Eine erste Kirche stand wohl bereits im 7. Jahrhundert an dieser Stelle. Dies wird aus dem Hauptpatrozinium des heiligen Martin geschlossen, der in karolingischer Zeit sehr beliebt war. Zudem fand man bei Grabungen einen christlichen Friedhof aus dem 8. Jahrhundert. Auf den Grundmauern dieser Kirche entstand ab etwa 1059 die dreischiffige, romanische Basilika mit flacher Holzdecke. Anlass war die Stiftung eines Benediktinerklosters durch Graf Adalbert II. von Calw, das er später zu einem weltlichen Chorherrenstift umwandelte. Der Bau der Kirche begann 1080, sie wurde am 4. Juli 1083 durch den Bischof von Würzburg und den Erzbischof von Salzburg geweiht, war aber erst 1132 unter Welf VI. von Spoleto fertiggestellt. Das Chorherrenstift wurde an der Stelle eines älteren Herrenhofes der Grafen von Calw erbaut. Die Kirche diente sowohl dem Stift als auch der örtlichen Kirchengemeinde. Bereits 1540 hatte Sindelfingen den ersten evangelisch-lutherischen Pfarrer namens Martinus.

## Baubeschreibung und Ausstattung
Die Kirche wurde in der traditionellen Basilikaform gebaut. Der Chorraum war anfänglich als Hochchor mit einer Krypta gestaltet. Er schließt mit drei Apsiden ab. Der romanische Turm war ursprünglich ein freistehender Campanile und ist 42 Meter hoch. Das Dach des Turmes und die Sakristei wurden erst 1270 in gotischer Zeit unter Chorherr Konrad von Wurmlingen gefertigt. Die Turmform, die Pfeilerarkaden sowie die Gliederung der drei Apsiden deuten auf italienische Einflüsse hin.
Aus der Bauzeit hat sich die 900 Jahre alte Tannenholzdecke erhalten. Das Deckengemälde mit den Symbolen der Evangelisten ist in einem altertümlichen Stil gehalten, wurde aber erst 1933 nach einem Entwurf von Ernst Fiechter geschaffen. Die Tür im Westportal zieren romanische Beschläge aus dem 12. Jahrhundert. 1973 wurde im Boden der Kirche ein Münzschatz aus dieser Zeit gefunden.

## Galerie

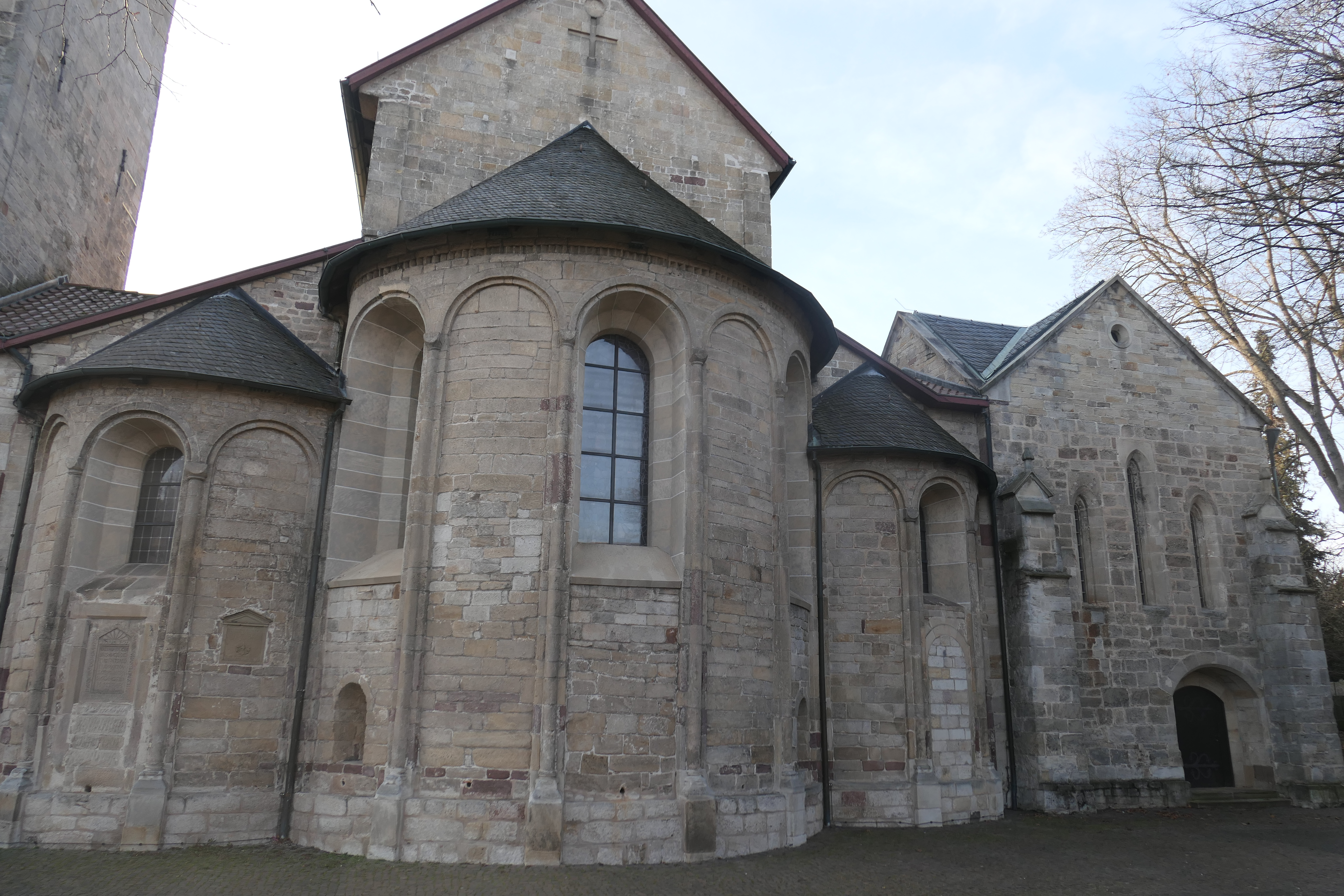
Apsiden Mittelapsis mit Zahnschnittfries
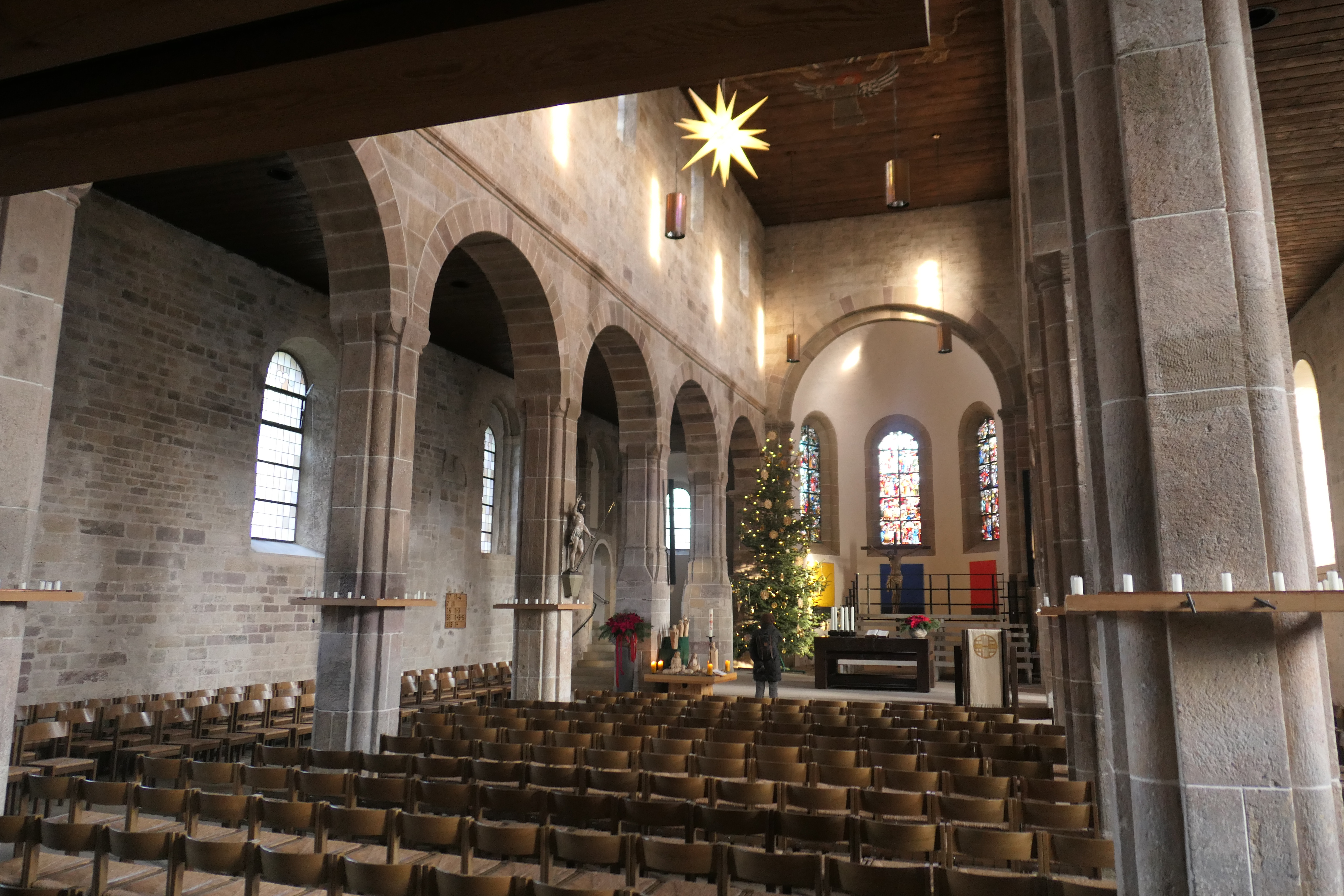
Mittelschiff Pfeiler Chor
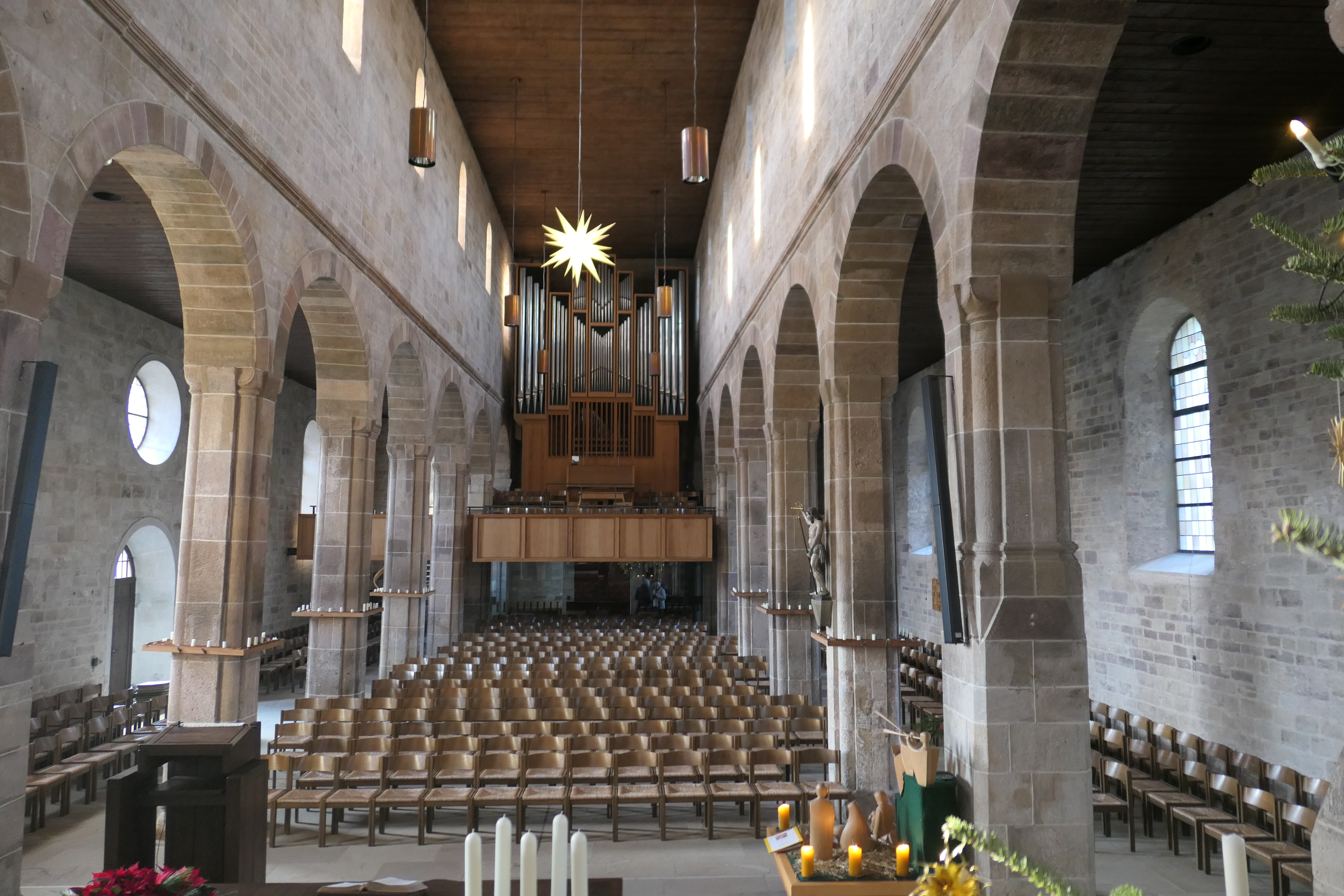
Mittelschiff Pfeiler Orgel
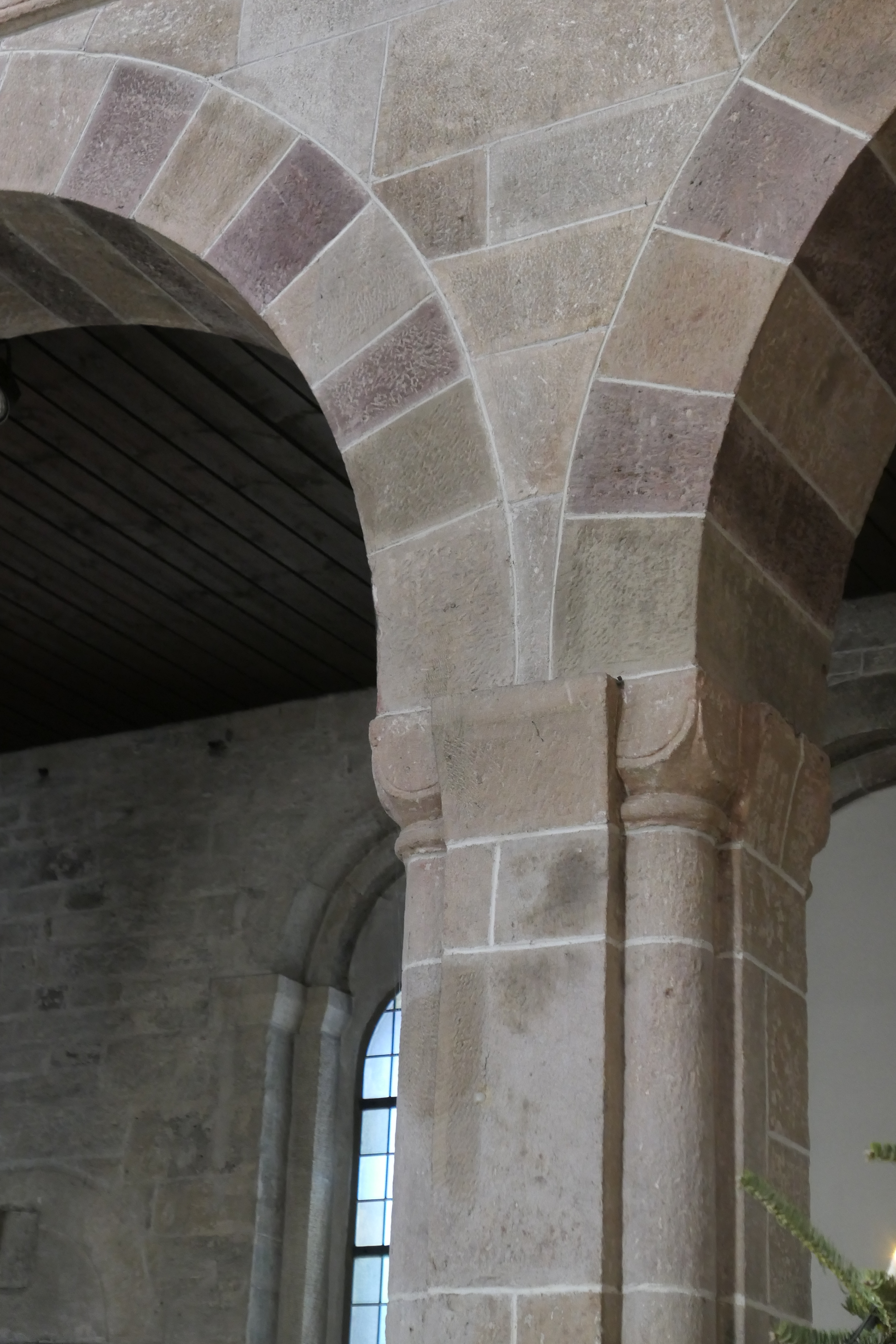
Mittelschiff Pfeiler Süd
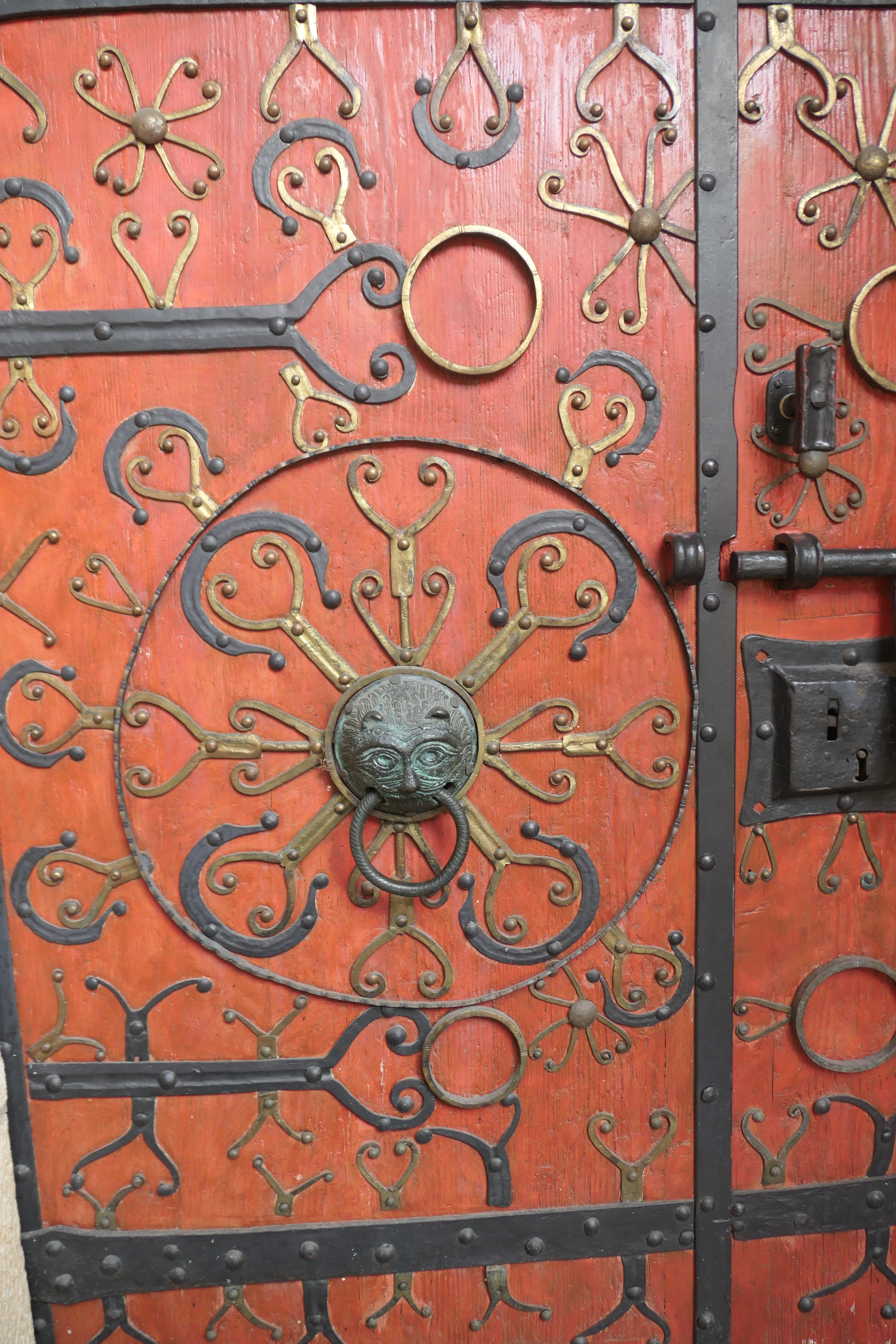
Westportal 12. JH Löwenkopf Türring verschafft Asylrecht
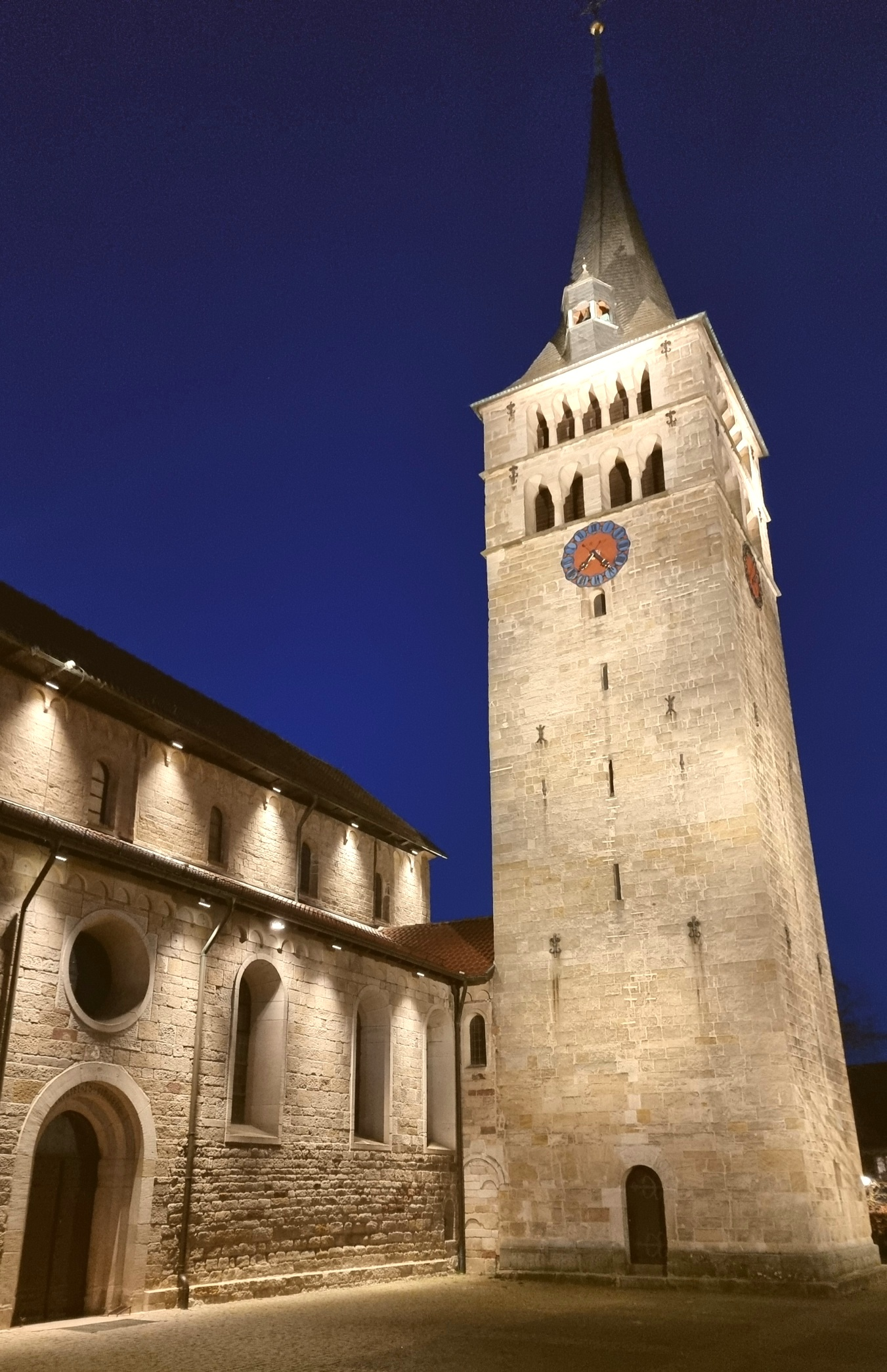
Martinskirche in der Nacht, beleuchtet
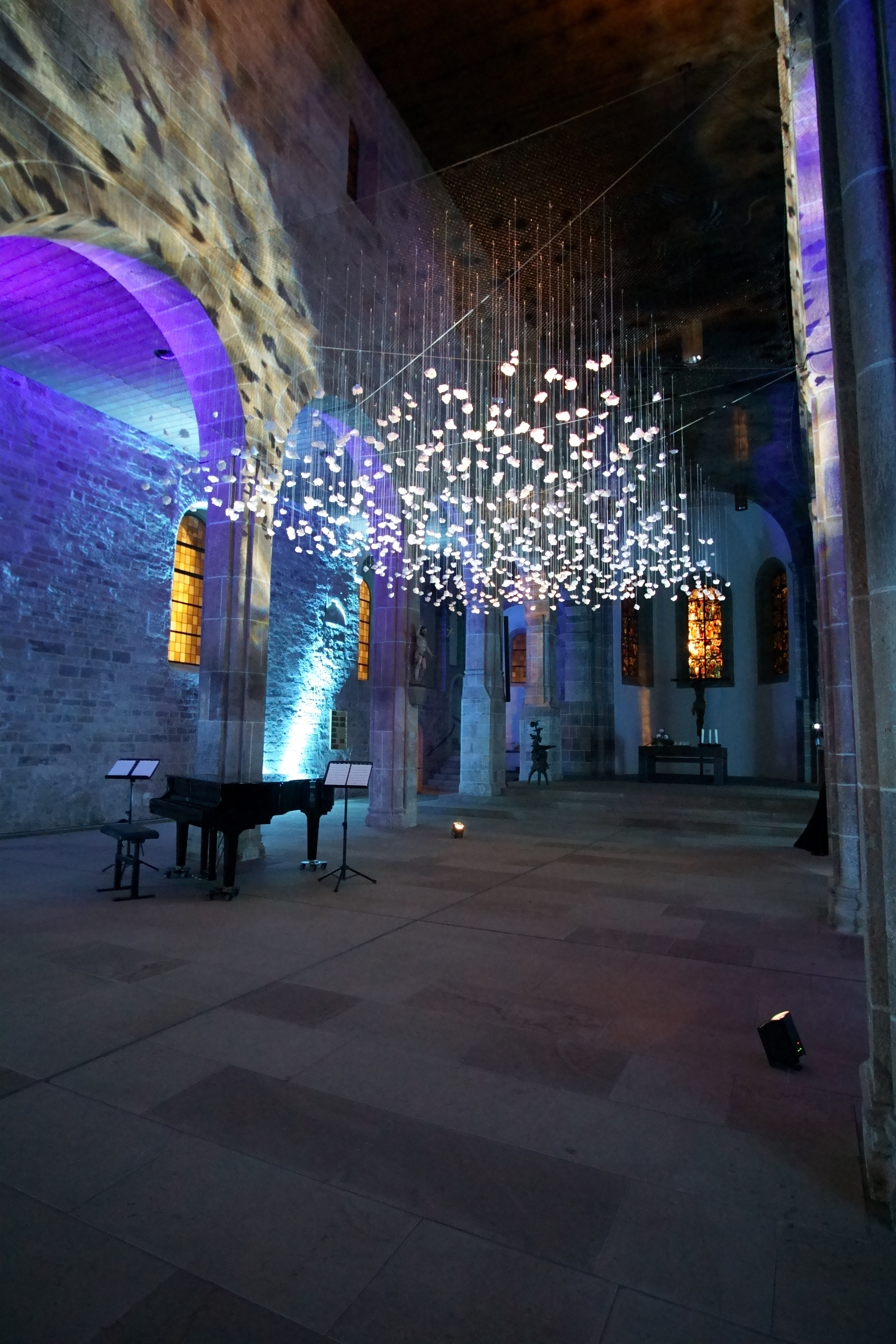
Leere Kirche

Das Kruzifix im Chor stammt aus der Zeit um 1600. Die bunten Bleiglasfenster, 1933 von Walter Kohler gestaltet, zeigen in 24 Bildern die Lebens- und Leidensgeschichte Jesu Christi von der Geburt bis zur Auferstehung.
Bei den Umgestaltungen 1863 bis 1868 durch Christian Friedrich von Leins und 1973 bis 1974, die im Innenraum nicht mehr ablesbar sind, wurden alle nachromanischen Änderungen beseitigt. Im Äußeren gehen die Verbindungsmauern zum Kirchenschiff, die historisierende neoromanische Gestaltung der Klangarkaden im Glockengeschoss, die Rundbogen der Fenster in den Seitenschiffen und die Turmuhren auf ihn zurück.
Das Geläut besteht aus sechs Glocken und der kleinen Schul- und Vesperglocke im Seitenturm. Die größte ist mit 4.820 Kilogramm die Christusglocke, die zu den größten und klangvollsten in Württemberg gerechnet wird.

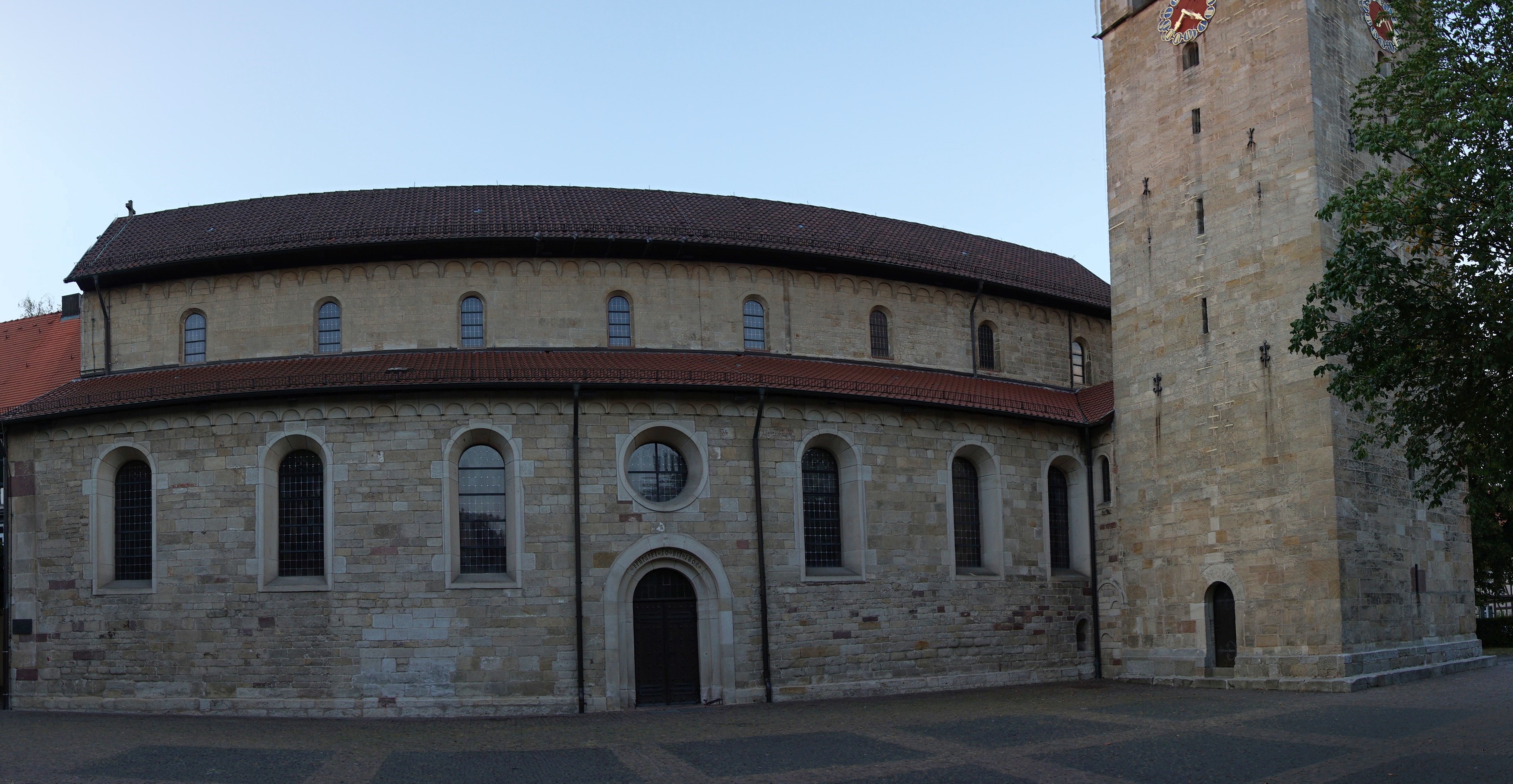
Seitenpanorama

## Orgeln
Die älteste Erwähnung einer Orgel stammt von 1576, die ein verbliebenes Orgelgehäuse einer entfernten Orgel nennt. Ab dem Beginn des 17. Jahrhunderts gibt es Aufzeichnungen über die angestellten Organisten. 1661 wurde eine alte Orgel abgerissen und von Orgelmacher Jakob Müntzer für 277 Gulden eine neue gebaut, weil die alte Orgel zu leise war. Fünf der alten Register wurden weiterverwendet, ebenso zwei Blasebälge. Neu dazu kamen drei zinnerne Register und ein weiterer Blasebalg. 1687 wurde das Instrument für 270 Gulden grundlegend erneuert und auf 10 Register erweitert. Die Blasebälge wurden ausgetauscht, es gab ein neues Manual und eine neue Koppel. Neu hinzu kamen ein Pedal und zwei Register mit 48 Pfeifen. Diese Orgel wurde später mehrmals repariert und saniert.

### Die beiden Walcker-Orgeln
1830 bekam die Martinskirche für 3180 Gulden eine neue zweimanualige Orgel vom renommierten Orgelbauer Eberhard Friedrich Walcker in Ludwigsburg. Das Instrument wurde in das alte Gehäuse eingebaut und hatte drei Blasebälge, 19 Register und ein Pedal von 2 ½ Oktaven. Im Zuge der Umgestaltung der Kirche 1862 bis 1864 wurde auch die Orgel verändert. Das alte Gehäuse wurde durch ein weniger verschnörkeltes ersetzt, das mit den übrigen Bauformen der Kirche besser harmonierte. 1879 wird erwähnt, dass die Orgel 20 Register mit 1092 Pfeifen besaß.
Die Orgel genügte den neueren Ansprüchen jedoch immer weniger, so dass man schon vor dem 1. WK einen Orgelfonds anlegte. 1917 wurden die Prospektpfeifen der Orgel für Kriegszwecke beschlagnahmt, die Entschädigung von 891 Mark ging an den Orgelfonds. Eine großzügige Spende von 40.000 aus unbekannter Quelle und 30.000 von der Gemeinde stockten den Fonds soweit auf, dass man schließlich eine neue Konzertorgel für 104 900 Mark in Auftrag geben konnte.
1920 wurde die neue Orgel aufgebaut. Die zweite Walcker-Orgel hatte anfangs zwei Manuale, ein Pedal und 15 Register und war so konzipiert, dass sie nachträglich auf 45 Register erweitert werden konnte. 1933 wurde wieder die Kirche erneuert, dabei die Orgel komplett abgebaut und eingelagert. Beim Wiederaufbau wurde das Gehäuse verändert, das Westfenster wurde dadurch verdeckt. 1935 kamen dann noch zwei Register dazu, so dass die Orgel auf drei Manuale und 22 Register ausgebaut war. Die zweite Walcker-Orgel wurde jedoch vom Holzwurm befallen und war nur noch unter hohen Kosten reparierbar.

### Weigle-Orgel
Die heutige Hauptorgel der Martinskirche wurde 1961 von der Orgelbaufirma Friedrich Weigle aus Echterdingen erbaut und 1974 und 1991 verändert. Das Instrument hatte vor der Renovierung im Jahr 2016 37 Register auf drei Manualen und Pedal. Die Spieltrakturen waren mechanisch, die Registertrakturen elektrisch, das ermöglichte vier Kombinationen und zwei Pedalkombinationen.
| I Hauptwerk |                    |        |
| 1.          | Pommer             | 16′    |
| 2.          | Prinzipal          | 08′    |
| 3.          | Gemshorn           | 08′    |
| 4.          | Oktave             | 04′    |
| 5.          | Nachthorn          | 04′    |
| 6.          | Rauschpfeife I-III | 02 ⁄3′ |
| 7.          | Feldflöte          | 02′    |
| 8.          | Mixtur VI          | 02′    |
| 9.          | Trompete           | 08′    |

| II Schwellwerk |                 |         |
| 10.            | Flöte           | 08′     |
| 11.            | Salizional      | 08′     |
| 12.            | Prinzipal       | 04′     |
| 13.            | Blockflöte      | 04′     |
| 14.            | Oktave          | 02′     |
| 15.            | Waldflöte       | 02′     |
| 16.            | Terz            | 01 3⁄5′ |
| 17.            | Prinzipalquinte | 01 ⁄3′  |
| 18.            | None            | 08⁄9′   |
| 19.            | Scharf V        | 01′     |
| 20.            | Dulzian         | 16′     |
| 21.            | Schalmei        | 04′     |
|                | Tremulant       |         |

| III Oberwerk |                    |      |
| 20.          | Gedackt            | 8′   |
| 21.          | Quintade           | 8′   |
| 22.          | Rohrflöte          | 4′   |
| 23.          | Prinzipal          | 2′   |
| 24.          | Oktävlein          | 1′   |
| 25.          | Sesquialter II     | 2′   |
| 26.          | Kleinmixtur III-IV | 2⁄3′ |
| 27.          | Quintzimbel III    | 1⁄4′ |
| 28.          | Krummhorn          | 8′   |
|              | Tremulant          |      |

| Pedalwerk |               |        |
| 29.       | Prinzipalbass | 16′    |
| 30.       | Subbass       | 16′    |
| 31.       | Oktavbass     | 08′    |
| 32.       | Spitzflöte    | 08′    |
| 33.       | Hohlflöte     | 04′    |
| 34.       | Nachthorn     | 02′    |
| 35.       | Hintersatz IV | 02 ⁄3′ |
| 36.       | Fagott        | 16′    |
| 37.       | Posaune       | 08′    |

- Koppeln: II/I, III/I, III/II, I/P, II/P, III/P
- Spielhilfen: Festkombinationen (Vorpleno- und Plenozüge für jedes Manual und Pedal einzeln, Generalpleno, Tutti), Einzelzungenabsteller, zwei freie Pedalkombinationen, vier freie Manualkombinationen

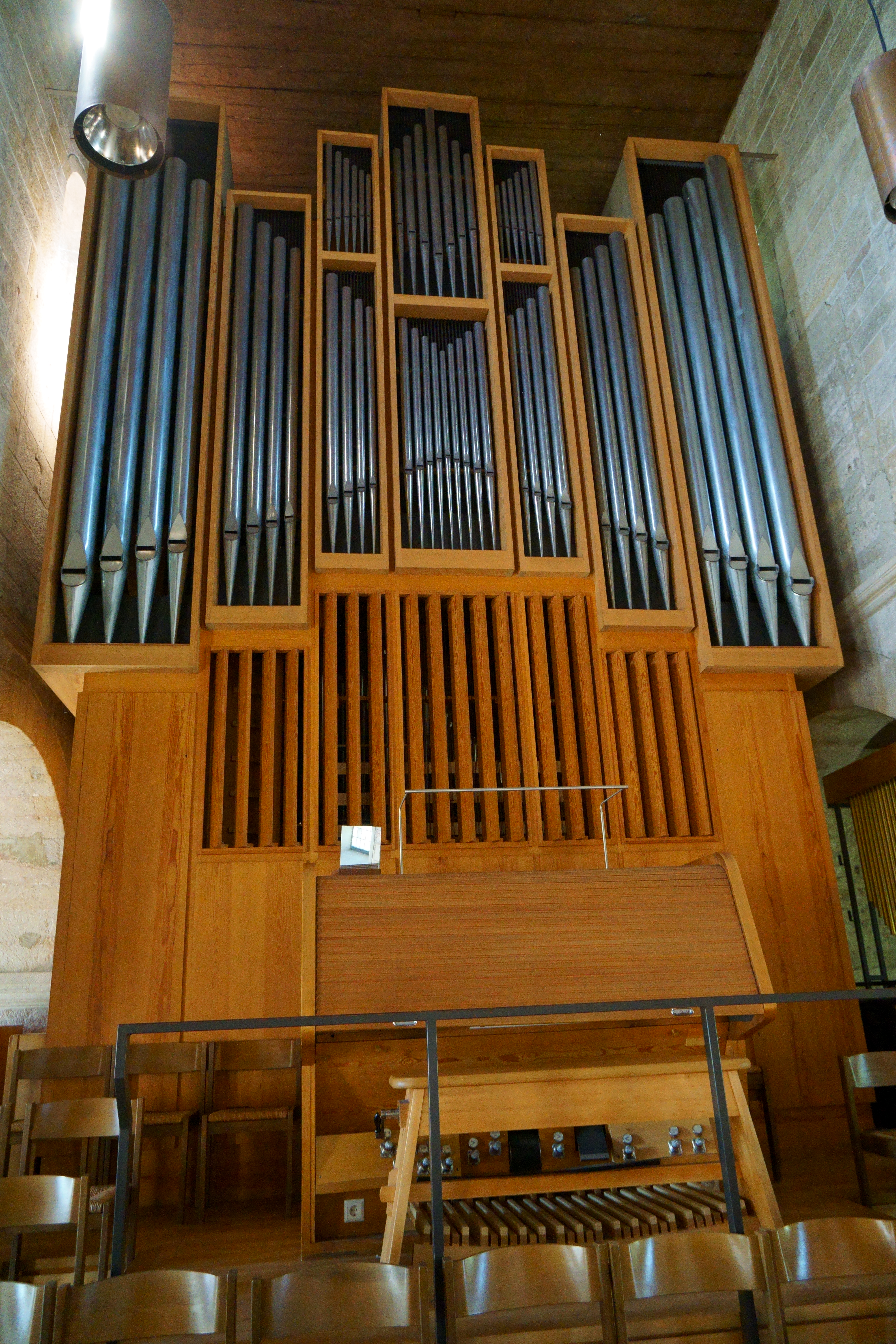
Weigle-Orgel

Im Jahr 2016 wurde die Weigle-Orgel von der Orgelbauwerkstatt Mühleisen in Leonberg komplett zerlegt, gereinigt und saniert und klanglich überarbeitet und verfügt nun über 41 Register. Die Elektrik wurde vollständig erneuert. Neu hinzugekommen ist ein Gambenregister und ein Röhrenglockenspiel mit 25 Tönen. Ein Teil der Register wurde ausgetauscht: Trompete und Oboe anstatt Dulzian und Schalmei. Viola, Viola di Gamba, Salizional und Schwebung kamen dazu, dafür wurde aus ästhetischen und Platzgründen ein Teil der bisherigen Klangkronen entfernt oder verändert: Quintzimbel, Rauschpfeife und Scharff, Register aus mehreren kleinen Pfeifen, die scharfen, hohen Klang erzeugen. Teilweise wurden aus den Mixturen einzelne Vorabzüge geschaffen. Die moderne Setzeranlage ermöglicht die Speicherung von tausenden Registrierungen. Ein zusätzliches Gebläse und eine Vorrichtung zur Windregulierung, eine Crescendowalze, sorgen für insgesamt mehr Volumen und bessere Dynamik. Insgesamt werden durch die Veränderungen romantische Orgelwerke besser darstellbar. Die Intonation erfolgte durch Tilman Trefz, der auch die unten beschriebene Trefz-Orgel baute.
| I Hauptwerk |                            |         |
| 01.         | Bourdon                    | 16′     |
| 02.         | Prinzipal                  | 08′     |
| 03.         | Viola da Gamba             | 08′     |
| 04.         | Spitzflöte                 | 08′     |
| 05.         | Oktave                     | 04′     |
| 06.         | Nachthorn                  | 04′     |
| 07.         | Quinte                     | 02 ⁄3′  |
| 08.         | Superoktave (vorab Nr. 10) | 02′     |
| 09.         | Terz                       | 01 3⁄5′ |
| 10.         | Mixtur                     | 02′     |
| 11.         | Trompete                   | 08′     |

| II Schwellwerk |            |        |
| 12.            | Flöte      | 8′     |
| 13.            | Salizional | 8′     |
| 14.            | Schwebung  | 8′     |
| 15.            | Prinzipal  | 4′     |
| 16.            | Blockflöte | 4′     |
| 17.            | Nasat      | 2 ⁄3′  |
| 18.            | Dublette   | 2′     |
| 19.            | Terz       | 1 3⁄5′ |
| 20.            | Quinte     | 1 ⁄3′  |
| 21.            | Trompete   | 8′     |
| 22.            | Oboe       | 8'     |
| 23.            | Clarion    | 4′     |
|                | Tremulant  |        |

| III Oberwerk |                          |       |
| 24.          | Gedackt                  | 8′    |
| 25.          | Quintade                 | 8′    |
| 26.          | Viola                    | 4′    |
| 27.          | Rohrflöte                | 4′    |
| 28.          | Prinzipal                | 2′    |
| 29.          | Oktävlein (vorab Nr. 32) | 1′    |
| 30.          | Sesquialter              | 2 ⁄3′ |
| 31.          | Scharff                  | 1′    |
| 32.          | Krummhorn                | 8′    |
|              | Tremulant                |       |

| Pedalwerk |               |        |
| 33.       | Prinzipalbass | 16′    |
| 34.       | Subbass       | 16′    |
| 35.       | Oktavbass     | 08′    |
| 36.       | Gemshorn      | 08′    |
| 37.       | Oktave        | 04′    |
| 38.       | Nachthorn     | 02′    |
| 39.       | Hintersatz IV | 02 ⁄3′ |
| 40.       | Fagott        | 16′    |
| 41.       | Posaune       | 08′    |

- Koppeln
  - Normalkoppeln (Bestand): II/I, III/I, III/II, I/P, II/P, III/P
  - Suboktavkoppeln (Neu): II/I, II/II, III/I, III/II
  - Superoktavkoppeln (Neu): II/II (durchkoppelnd), II/P, III/P
- Spielhilfen: Midi in/out für Aufzeichnung und Wiedergabe.

### Trefz-Orgel

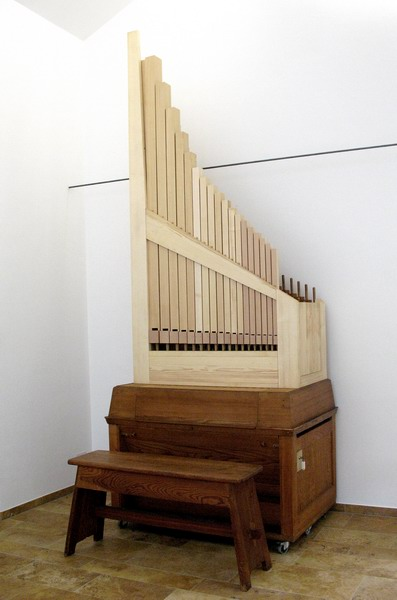
Schütz-Positiv, ehemalige Chororgel der Martinskirche

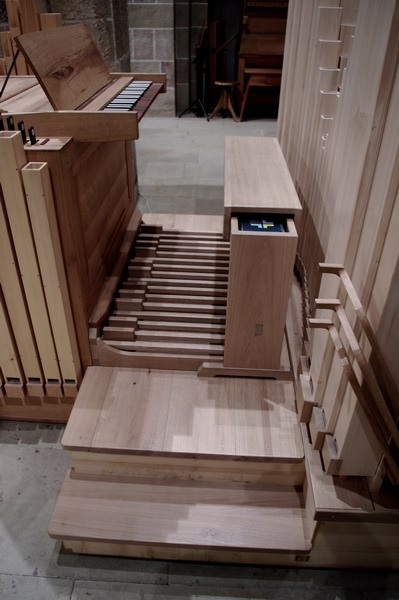
Trefz-Orgel

Die vorher vorhandene Chororgel war ein „Schütz-Positiv“, eine einmanualige und pedallose Serienorgel der 50er-Jahre von Weigle in Echterdingen. Diese steht nach einer technischen und klanglichen Überholung und Anpassung an die neue Nutzung jetzt in einem kleinen Raum des Burghaldenfriedhofs zur Gestaltung von Trauerfeiern.
Orgelbauer Tilman Trefz aus Vaihingen baute eine einmanualige Chororgel, die sogenannte Trefz-Orgel. Sie wurde gebaut in den Jahren 2008 bis 2009 und besteht aus zwei komplett eigenständigen Teilen, dadurch können Pedal und Manual nicht gekoppelt werden. Ein Teil ist eine kompakte einmanualige, neunregistige Truhenorgel, die im Jahr 2008 eingeweiht wurde. Obwohl sie nur ein Manual hat, klingt sie durch die Teilung der Register im Bedarfsfall wie eine zweimanualige Orgel. Zwei Register in 8’ und 4’ können durch den Austausch von Pfeifen auf 415 Hz gestimmt werden für eine Historische Aufführungspraxis. Sie ist niedrig gebaut, dass der Organist zum Dirigent sehen oder Einsätze geben kann. Statt Schweller hat die Truhenorgel vorne zwei markante buntverglaste Fenster zur Anpassung der Lautstärke. Sie stammen von Fritz Mühlenbeck, einem Glaskünstler aus Weil im Schönbuch. Wenn der Pedalteil nicht benutzt wird, kann die Truhenorgel auch im Stehen gespielt werden.
Aus dem Jahr 2009 stammt das separate dreiregistrige Pedalteil mit einer eigenen Windversorgung, das bei Bedarf hinzugenommen werden kann und somit eine komplette Konzert- und Gottesdienstorgel bildet z. B. zur Bildung einer Contiuno-Gruppe. Beide Teile sind auf Rollen und können leicht verschoben werden. Die Kosten von ca. 85.000 Euro wurden zum größten Teil durch Spenden abgedeckt.
- Stechermechanik – Ungleichschwebende Stimmung (Neidhard 1724, Große Stadt)
- Manualwerk im Stehen oder mit Stehhocker zu spielen, fahrbar
- Pedalwerk (Historische Mensuren), fahrbar

| Manualwerk C–f3 |                         |        |  |
| 1.              | Bordun (Bass, bis h0)   | 8′     |  |
| 2.              | Bordun (Diskant, ab c1) | 8′     |  |
| 3.              | Viol                    | 4′     |  |
| 4.              | Flaut (ab f offen)      | 4′     |  |
| 5.              | Nasard (Bass, bis h0)   | 2 ⁄3′  |  |
| 6.              | Nasard (Diskant, ab c1) | 2 ⁄3′  |  |
| 7.              | Oktav                   | 2′     |  |
| 8.              | Terz (Diskant, ab c1)   | 1 3⁄5′ |  |
| 9.              | Mixtur II–III           | 1′     |  |

| Pedalwerk C–d1 |             |     |
| 10.            | Subbass     | 16′ |
| 11.            | Violon      | 8′  |
| 12.            | Holzposaune | 16′ |

- Anmerkungen:

1. ↑  komplett offen C–cis Holz, ab d Metall.
2. ↑  sehr eng mensuriert.
3. ↑  C–H Holz gedeckt.
4. ↑  C–H im Prospekt.
5. ↑  ab c0 III.

- Stimmregisterkorb 415′ Hz fis–h, ab c1 Metall zum Austausch gegen Flaut 4′ ab fis für Continuozwecke (8′, 4′)
- Keine Manual/Pedal-Koppel[10]

## Geschichte des Stifts
Um 1050 gründete Graf Adalbert II. von Calw an seinem Hauptsitz Sindelfingen ein benediktinisches Doppelkloster, das er jedoch schon kurze Zeit später nach Hirsau verlegte. Stattdessen rief er ein weltliches Augustiner-Chorherrenstift ins Leben.
Statuten aus dem Jahr 1297 regelten die innere Ordnung des Stifts. Sie wurden 1420 erneuert und erweitert. Die Stiftsvogtei lag zunächst bei den Grafen von Calw, von denen sie um 1131 an Welf VI. von Spoleto überging. Schließlich erhielten die Pfalzgrafen von Tübingen die Vogtei, von denen sie schließlich über die Herren von Rechberg 1351/1369 an die Württemberger überging.
1477 wurde das Stift nach Tübingen verlegt. Da das Stift im 15. Jahrhundert eines der wohlhabendsten im württembergischen Raum war, wurde so die wirtschaftliche Basis für die Universität bereitet. Die Chorherren bildeten zudem die personelle und geistige Basis für die dortige Universitätsgründung. An die Stiftsverlegung erinnert ein Sandstein-Relief, das Erzherzogin Mechthild und ihren Sohn Graf Eberhard im Bart kniend im Gebet vor Christus zeigt.
Aus dem in Sindelfingen verbliebenen Vermögensrest wurde dagegen ein reguliertes Chorherrenstift geschaffen, das sich mit anfänglich sieben Mitgliedern als klosterähnliche Niederlassung den Augustiner-Chorherren der strengen Windesheimer Kongregation anschloss. Zu seinem Aufbau holte man Augustiner aus dem Wormser Kloster Kirschgarten. Auch dieses Stift verfügte über einigen Wohlstand, denn die Niederlassung wird 1525 als „rich Kloster“ bezeichnet.
1535 zog die Reformation in Sindelfingen ein. Die Chorherren verweigerten sich mit einer Ausnahme dem neuen Glauben und erhielten gegen Verzicht auf ihre Rechte ein Leibgedinge ausgesetzt. Die offizielle Aufhebung des Stifts erfolgte Anfang 1536. Die Klostergebäude wurden in der Folgezeit als Lager und zur Verwaltung genutzt und teilweise abgerissen.

## Grabstätte
In der Kirche wurden bestattet:
- Graf Ulrich von Württemberg, geboren im 13. Jahrhundert; gestorben am 8. März 1348 in Speyer
- Pfalzgraf Rudolph von Württemberg
- sein Sohn Hugo
- Gräfin Agnes von Württemberg
- Graf Hugo von Eberstein und Baden
- von Hutten
- Edelleute von Wurmlingen, Hailfingen, Altingen, Jesingen, Neuhausen, Bernhausen und andere.[12]